# Manning Lee Stokes
Pour les articles homonymes, voir Stokes.
Manning Lee Stokes, né le 21 juin 1911 à Saint-Louis, dans le Missouri, et mort le 5 janvier 1976 dans le Peekskill dans l'État de New York, est un écrivain américain, auteur de roman policier, d'espionnage et de science-fiction.

## Biographie
Manning Lee Stokes est un écrivain prolifique ayant utilisé un grand nombre de pseudonymes. Sous son nom, il publie en 1945 son premier roman, The Wolf Howls Murder. Souris noire (Murder Can't Wait) publié en 1955 est, selon Claude Mesplède, « une histoire noire bien ficelée avec une conclusion très morale ».
À partir de 1965, il utilise le nom-maison Nick Carter pour l'écriture de dix-huit des romans consacrés à Nick Carter devenu espion dans les années 1960, lors de la vogue de James Bond.
Puis, de 1969 à 1973, il écrit les huit premiers romans de la série Blade, Voyageur de l'Infini, sous le pseudonyme collectif Jeffrey Lord.  De 1970 à 1974, sous le pseudonyme de Ken Stanton, il rédige la série Aquanauts, ayant pour héros Tiger Shark. De 1973 à 1975, il utilise un autre nom-maison, Paul Edwards, pour écrire des aventures de John Eagle dit L'Expeditor.

## Œuvre

### Romans signés Manning Lee Stokes
- The Wolf Howls Murder, 1945
- Green for a Grave, 1946
- The Dying Room, 1947 
  - L’Antichambre de la mort, Le Fantôme no 14, 1954
- The Case of the Winking Buddha, 1950
- The Lady Lost Her Head, 1950
  - L'Enfant de la mort, Haute Tension no 15, 1963
- The Crooked Circle, 1951 (autre titre Too Many Murderers)
  - Le Cercle infernal, Le Fantôme no 17, 1954
- Murder Can't Wait, 1955
  - Souris noire, Série noire no 336, 1956
- The Case of the Presidents' Heads, 1956
- The Case of the Judas Spoon, 1957
- The Iron Tiger, 1958
  - Meurtre en chute libre, Inter-Police no 64, 1961
- Under Cover of Night, 1958
  - Nids d'espions en Corée, L'Aventure criminelle no 62, 1959
- The Grave's in the Meadow, 1961
  - Un trou dans l'herbe, Série noire no 1166, 1967
- Grand Prix, 1967
- Winning, 1969
- The Evangelist, 1974
- Corporate Hooker, 1975

### Romans signés Ford Worth
- Pilgrim's Pistols, 1946
- Rustler's Warning, 1951

### Romans signés Kermit Welles
- Sin Preferred,  1951
- Gambler's Girl, 1951
- She Had What It Takes, 1951
- Wild Sister, 1951
- Pleasure Bound, 1952
- See No Evil, 1952

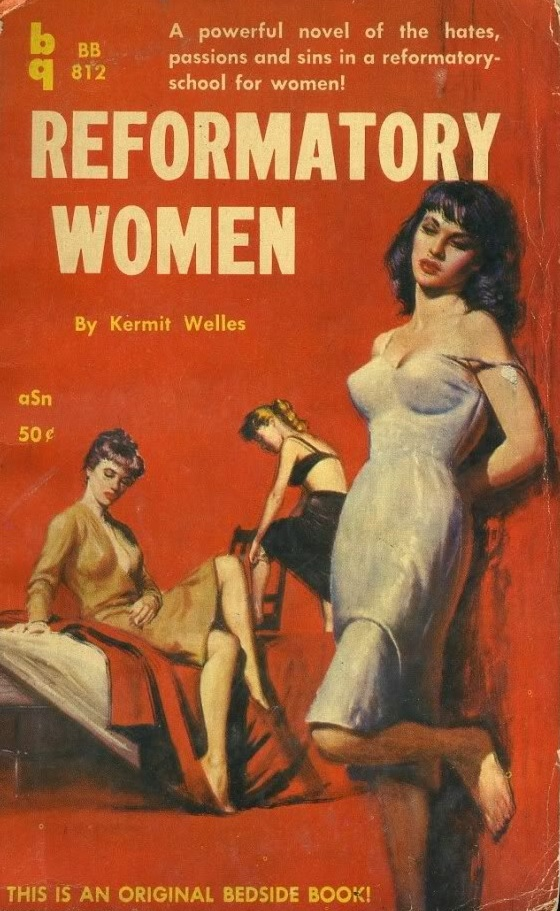
Reformatory Women

  - Ne regarde pas le mal, Les Romans américains no 100, Éditions Ferenczi & fils, 1953
- Beloved Enemy, 1954
- Reckless, 1954
- Shanty Boat Girl, 1954 (autre titre de Sin Preferred)
- Blood on Boot Hill, 1958
- Reformatory Women, 1959 (Lesbian pulp fiction)
- Wild Wanton, 1959
- Strange Love

### Romans signés Kirk Westley
- The Innocent Wanton, 1952 (autre titre de Wild Sister)
- Shanty Boat Girl, 1954 (autre titre de Sin Preferred)
- Man-Chaser, 1954 (autre titre de Pleasure Bound)
- The Velvet Trap, 1971

### Romans signés Bernice Ludwell
- Love Without Armor, 1955
- Haunted Spring, 1956
- Moon of Hope, 1956
- Cordelia, 1958

### Roman signé March Marlowe
- FBI Girl, 1959

### Romans signés Nick Carter
- The Eyes of the Tiger (en), 1965
  - Les Yeux du tigre, Un mystère 2e série no 26, 1967
- Istambul (en), 1965
  - Coupe au rasoir, Un mystère 2e série no 58, 1967
- Web of Spies (en), 1966
  - Corrida pour un espion, Un mystère 2e série no 28, 1967
- Spy Castle (en), 1966
  - Le Château de l'espion, Un mystère 2e série no 32, 1967
- Dragon Flame (en), 1966
  - La Flamme du dragon, Un mystère 2e série no 53, 1967
- The Golden Serpent (en), 1967
- Mission to Venice (en), 1967
- Double Identity (en), 1967
- The Devil's Cockpit (en), 1967
- A Korean Tiger, 1967
- Assignment: Israel, 1967
- The Red Guard, 1967
- The Filthy Five, 1967
- Macao, 1968
- Temple of Fear, 1968
- The Red Rays, 1969
- The Cobra Kill, 1969
- The Black Death, 1970

### Romans de la sérieRichard Blade, signés Jeffrey Lord
- The Bronze Axe, 1969 
  - La Hache de bronze, Blade no 1 Éditions Gérard de Villiers, 1976
- The Jade Warrior, 1969 
  - Le Guerrier de Jade, Blade no 2 Éditions Gérard de Villiers, 1976
- Jewel of Tharn, 1969 
  - Les Amazones de Tharn, Blade no 3 Éditions Gérard de Villiers, 1976
- Slave of Sarma, 1970 
  - Les Esclaves de Sarma, Blade no 4 Éditions Gérard de Villiers, 1976
- Liberator of Jedd, 1971 
  - Le Libérateur de Jedd, Blade no 5 Éditions Gérard de Villiers, 1976
- Monster of the Maze, 1973 
  - Le Mausolée maléfique, Blade no 6 Éditions Gérard de Villiers, 1976
- Pearl of Patmos, 1973 
  - La Perle de Patmos, Blade no 7 Éditions Gérard de Villiers, 1977
- Undying World, 1973
  - Les Savants de Selena, Blade no 8 Éditions Gérard de Villiers, 1977

### Romans de la sérieAquanauts, signés Ken Stanton
- Cold Blue Death, 1970
- Ten Seconds to Zero, 1970
- Seek, Strike And Destroy, 1970
- Sargasso Secret, 1971
- Stalkers of the Sea, 1972
- Whirlwind Beneath the Sea, 1972
- Operation Deep Six, 1972
- Operation Steelfish, 1972
- Evil Cargo, 1973
- Operation Sea Monster, 1974
- Operation Mermaid, 1974

### Romans de la sérieL'Expeditor, signés Paul Edwards
- Needles of Death, 1973
- The Brain Scavengers, 1973
  - Opération matière grise, Le Mercenaire no 10 Presses de la Cité, 1977
- Valley of Vultures, 1973
  - Les Vautours du IVe Reich, Le Mercenaire no 6 Presses de la Cité, 1976
- The Green Goddess, 1975
  - Le Désert des barbares, Le Mercenaire no 12 Presses de la Cité, 1977
- Silverskull, 1975
  - L'Homme au crâne d'argent, Le Mercenaire no 14 Presses de la Cité, 1977

### Nouvelles signées Ken Stanton
- Focus on Crime, 1950
- Clue in the Fireplace, 1950

## Sources
- Claude Mesplède (dir.), Dictionnaire des littératures policières, vol. 2 : J - Z, Nantes, Joseph K, coll. « Temps noir », 2007, 1086 p. (ISBN 978-2-910686-45-1, OCLC 315873361), p. 830-831.
- Claude Mesplède, Les années "Série noire" : bibliographie critique d'une collection policière, vol. 1 : 1945-1959, Amiens, Editions Encrage, coll. « Travaux » (no 13), 1992 (ISBN 978-2-906389-34-2).
- Claude Mesplède, Les années "Série noire" : bibliographie critique d'une collection policière, vol. 3 : 1966-1972, Amiens, Editions Encrage, coll. « Travaux / 22 », 1994, 4 p. (ISBN 978-2-906389-53-3).